# Monodauropus mirabilis
Monodauropus mirabilis är en mångfotingart som beskrevs av Paul Auguste Remy 1953. Monodauropus mirabilis ingår i släktet Monodauropus och familjen fåfotingar. Inga underarter finns listade i Catalogue of Life.